# NGC 5358
NGC 5358 é uma galáxia espiral (S0-a) localizada na direcção da constelação de Canes Venatici. Possui uma declinação de +40° 16' 40" e uma ascensão recta de 13 horas, 54 minutos e 00,4 segundos.
A galáxia NGC 5358 foi descoberta em 23 de Junho de 1880 por Édouard Jean-Marie Stephan.